# Christian Johan Berger
Christian Johan Berger, född 14 augusti 1724 i Wien, död 2 april 1789, var en dansk läkare.
Berger var son till hushovmästaren hos det danska sändebudet i Wien, Henrik Berger. Vid faderns död 1728 placerades han på en evangelisk utbildningsanstalt i Pressburg och kom senare till ett gymnasium i Berlin. År 1739 började han att där studera anatomi och kirurgi, men kom 1741 till Köpenhamn, där han fortsatte studierna. Åren 1743-46 företog han en studieresa, under vilken han huvudsakligen vistades i Strassburg, där obstetriken snart blev hans huvudintresse. Efter sin återkomst till Köpenhamn tog han 1748 anatomisk och 1750 kirurgisk examen och blev därefter snabbt en ansedd läkare och ackuschör i Köpenhamn. År 1753 blev han läkare vid Vartov och 1755 vid Opfostringshuset. 
År 1758 blev han professor i anatomi vid Det Kongelige Danske Kunstakademi, 1759 assessor i barnmorskekommissionen och stadsackuschör. Samma år blev han den medicine doktor och året därpå medlem av danska Collegium medicum. Det var till stor del Berger som låg bakom utfärdandet av det för obstetrikens utveckling i Danmark så betydelsefulla reskriptet 15 maj 1761, varigenom den något tidigare inrättade Fødselsstiftelsen vid Frederiks Hospital överläts till den medicinska fakulteten för att även kunna användas i utbildningsändamål. Han blev därefter utnämnd till professor i medicin och obstetrik och övertog därmed det medicinska ansvaret för barnbördshuset. Härvid kom rätt man på den rätt plats. Under den korta tid, knappt ett decennium, som det blev honom förunnat att verka i denna ställning, skapade han en dansk obstetrisk skola.
I rent vetenskapligt avseende visade han sig, trots att hans författarskap är mycket begränsat, som en verklig banbrytare; han var den första, som fullt korrekt sätt beskrev den naturliga förlossningsmekanismen vid kronbjudning. År 1769 blev han medlem av Videnskabernes Selskab och ungefär samtidigt hedersmedlem av Kunstakademiet. Senare blev emellertid hans insatser i alltför hög grad obeaktade och den huvudsakliga äran för den framställning av förlossningsmekanismen som han gav i sin doktorsavhandling, fick hans lärjunge Matthias Saxtorph. Som praktisk ackuschör hade Berger en särskild betydelse genom att han först bragte den oskadliga förlossningstången i lyckosam användning. Saxtorph ansåg att han med sin färdighet i användandet av detta redskap räddade många spädbarns liv. Han hade även stor betydelse utanför sitt specialområde, således för den av fakulteten så försummade kirurgi, i vilket ämne han i flera år höll regelbundna föreläsningar. 
En bidragande orsak till den ringa uppmärksamhet Berger under lång tid fick i Danmark är att han plötsligt och på ett ödesdigert sätt avlägsnades från sin befattning vid Köpenhamns universitet. Han hade nära kontakt med Johann Friedrich Struensee och fick därigenom snabbt en mycket framskjuten ställning. År 1770 blev han kunglig livmedikus med särskilt uppdrag att ansvara för kronprinsens skolning och något senare meddirektör för den stora uppfostringsanstalten och för Frederiks Hospital. Vid Struensees fall blev han som förment delaktig i några av ministerns hänsynslösa åtgärder arresterad och en tid behandlad synnerligen strängt på Citadellet. Utredningskommissionen fastslog senare att han i huvudsak var oskyldig, men på grund av fientliga stämningar mot honom blev han inte helt frikänd. Genom ett kungligt reskript blev han 18 maj 1772 förklarad fri från ytterligare åtal och beordrad till att bosätta sig i Ålborg med en årlig pension av 300 riksdaler, vilket året därpå höjdes till 600 riksdaler.
I Ålborg blev han snabbt en ansedd läkare, men lämnade staden redan 1774, då han blev utnämnd till professor i medicin, kirurgi och obstetrik vid universitetet i Kiel. Han blev etatsråd 1776 och avled 1789 efter flera slaganfall. Berger hade testamenterat 4000 riksdaler och hela sitt bibliotek till Kiels universitet, vilket hedrade honom med ett akademiskt program, höll en minnesfest samt placerade en byst av i sitt bibliotek. En kopia av denna blev senare placerad på Köpenhamns barnbördshus. Berger hade 1760 ingått äktenskap med Laurentia Thestrup, som dock avled redan 1764, varefter han förblev änkeman.